# HŽ 1142
HŽ серія 1142 (хорв. HŽ serija 1142) — найшвидкісніший електровоз Хорватських залізниць.

## Історія

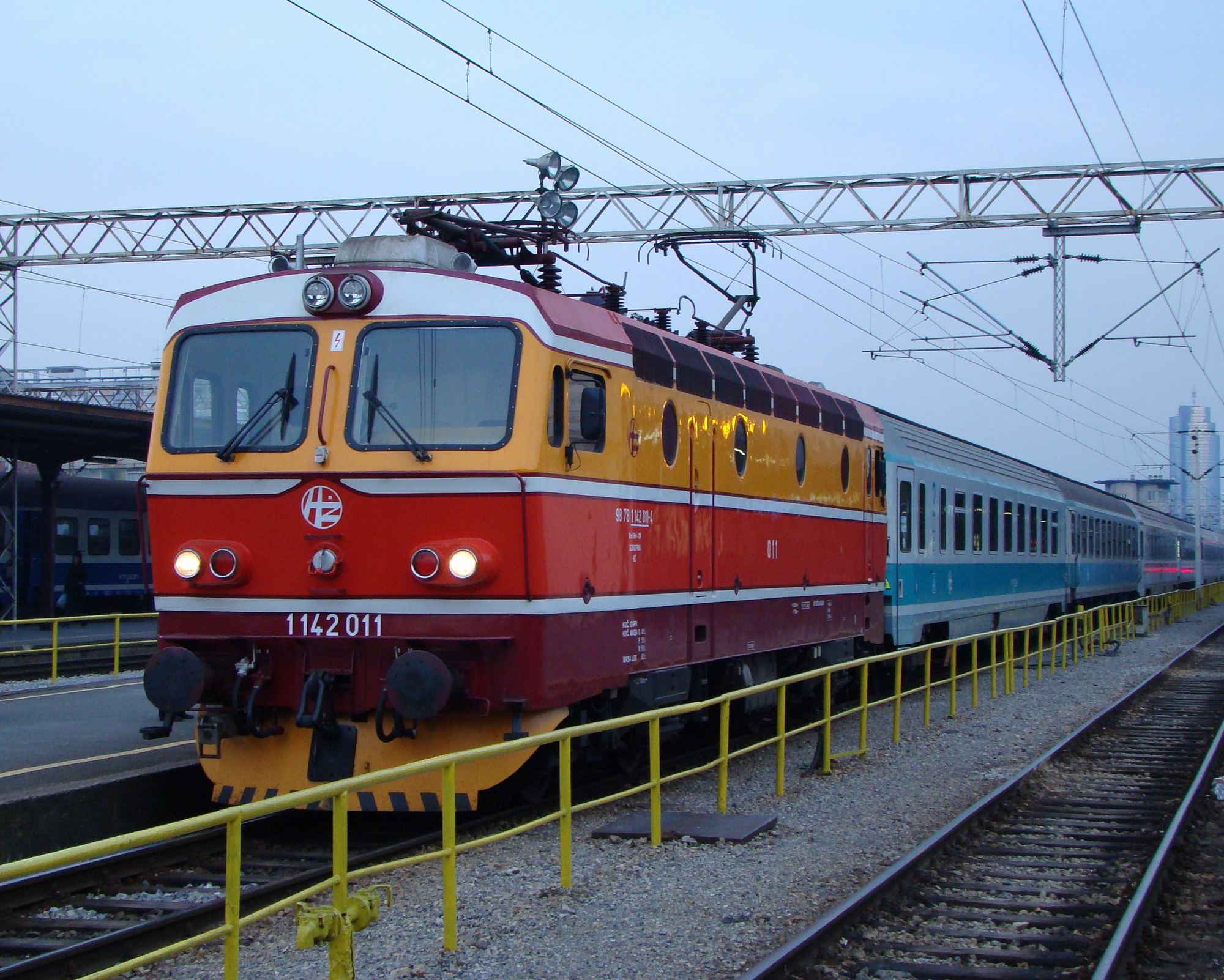
HŽ 1142 (стара розмальовка)

Розроблений у комуністичній Югославії під назвою «JŽ 442». Виготовлявся на заводі імені Раде Кончара, щоб стати у 80-х найшвидшим вітчизняним локомотивом з електричним двигуном. Таким же донині він залишається і в сучасній Хорватії вже під назвою «HŽ 1142». В умовах, коли дедалі важливішими ставали все вищі швидкості, колишні Югославські залізниці потребували локомотива, який би міг упоратися зі швидкістю 160 км/год, доступною на деяких ділянках головних колій. Планувалося, що певну кількість одиниць цієї серії буде поставлено в усі куточки тодішньої Югославії, розпад якої ці плани згорнув, залишивши «Хорватські залізниці» (HŽ) єдиною з усіх колишніх югославських республік компанією, яка володіє цією серією.
Зразок цієї моделі під номером «1 142 002» було знищено під час диверсії з допомогою наземної міни, закладеної на залізничній колії на станції Доня Врба біля Славонського Броду 16 серпня 1995 року о 08:41 CET.
Три одиниці цієї серії свого часу орендувала угорська компанія MÁV.

## Максимальна швидкість
Під час тягових випробувань дослідного зразка ця серія досягла максимальної швидкості 183,7 км/год, яка все ще залишається хорватським рекордом швидкості будь-якого локомотива, оскільки немає офіційних залізничних маршрутів, які б дозволяли більш ніж 160 км/год. Цей дослідний зразок і сьогодні використовується в регулярних перевезеннях зі швидкістю, обмеженою до стандарту для цієї серії.

## Призначення
Спочатку ця серія задумувалася для використання у швидкісному пасажирському сполученні, головним чином на рівних магістралях. Іноді її задіювали і на вантажних перевезеннях, але після ліквідації «HŽ Vuča vlakova d.o.o.» вона використовується виключно для пасажирських перевезень, оскільки рухомий склад розпущеного підприємства було розділено між компаніями «HŽ Cargo d.o.o.» та «HŽ Putnički prijevoz d.o.o.», таким чином зарахувавши всі електровози серії 1142 до рухомого складу «HŽ Putnički prijevoz d.o.o.»

## Прізвисько
За цією серією закріпилося прізвисько «Лепа Брена» (гарна Брена). Річ у тім, що в часи перед розпадом СФРЮ була співачка зі сценічним ім'ям Лепа Брена. Оскільки ця серія була гордістю того часу, як і та популярна співачка, це прізвисько прижилося, хоча нині зазвичай вживається його укорочена форма «Брена».